# Rivière des Galets
La Rivière des Galets è un fiume costiero dell'isola francese di Riunione, nell'Oceano Indiano. 
Sorge nella caldera di Mafate e scorre a nord-ovest per poi raggiungere l'oceano a Le Port dopo 36,2 km. Il fiume delimita i territori dei comuni di Le Port, La Possession e Saint-Paul.